# Frank Stapleton
Frank Anthony Stapleton (Dublin, 10 juli 1956) is een voormalig Iers voetballer en voetbalcoach.

## Clubloopbaan
Frank Stapleton begon zijn voetbalcarrière als junior bij het Londense Arsenal in 1972. Daarvoor was hij afgewezen door Manchester United. Bij Arsenal maakte hij in 1975 zijn debuut in het eerste elftal tegen Stoke City. Hij bleef tot 1981 bij de club en werd driemaal clubtopscorer. In 300 wedstrijden in de competitie, de beker en internationaal scoorde hij 108 doelpunten. In het seizoen 1977/1978 maakte Stapleton een doelpunt in de gewonnen FA Cup finale tegen Manchester United. Hij speelde op 14 mei 1980 mee in de finale van de strijd om de Europacup II, die Arsenal in het Heizelstadion in Brussel na strafschoppen (5-4) verloor van Valencia CF.

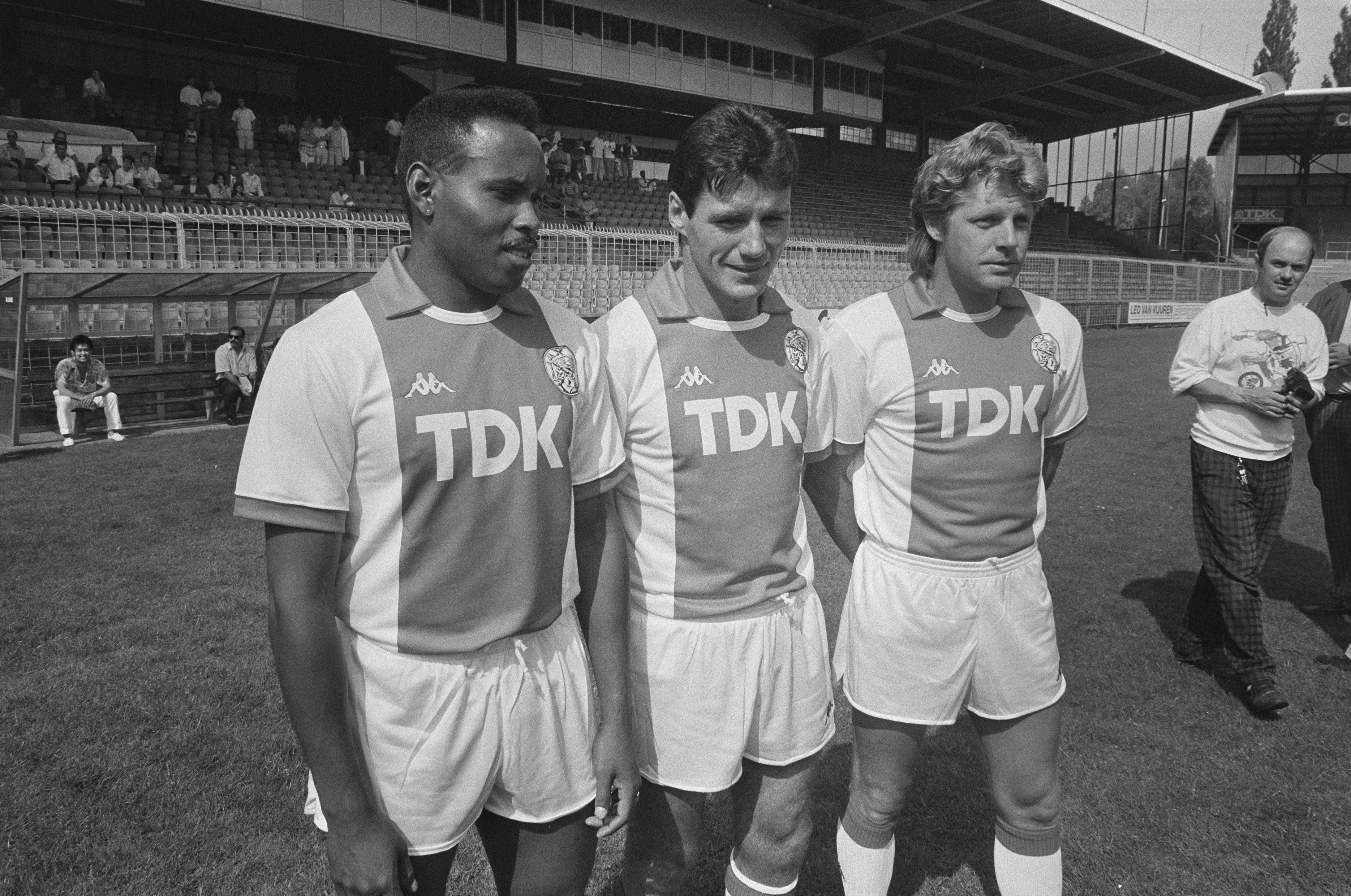
Henny Meijer, Frank Stapleton en Jan Sørensen

In 1981 verkaste hij voor een bedrag van 900.000 pond naar Manchester United. Hiermee won hij in 1983 en 1985 de FA cup. Hij speelde er 365 wedstrijden en scoorde 78 doelpunten. In 1987 vertrok hij naar Ajax. Door een hernia is hij hier niet goed uit de verf gekomen en hij speelde slechts vier competitiewedstrijden waarin hij niet tot scoren kwam. Tijdens Europacupwedstrijden scoorde hij eenmaal. Hierna werd hij uitgeleend aan RSC Anderlecht, alvorens hij terugkeerde naar Engeland. Hij werd er onder meer speler-coach bij Bradford City. In 1995 beëindigde hij zijn carrière.

## Interlandloopbaan
In het Ierse nationale elftal was Frank Stapleton een vaste waarde met 78 wedstrijden en een toenmalig recordaantal van twintig doelpunten. Hij maakte zijn debuut op twintigjarige leeftijd in de oefenwedstrijd tegen Turkije. Hij scoorde al binnen drie minuten nadat hij het veld inkwam. Tot 1990 bleef hij verbonden met het nationale elftal.